# Махамаду Сусохо
Махамаду Сусохо Сіссохо (ісп. Mahamadou Susoho Sissoho; нар. 20 січня 2005, Ґранульєс) — іспанський футболіст, півзахисник англійського клубу «Манчестер Сіті», який на правах оренди виступає за «Пітерборо Юнайтед».

## Клубна кар'єра

### «Манчестер Сіті»
В 2017 році перейшов з «Еспаньйолу» до академії «Манчестер Сіті». В сезоні 2021–22 був основним гравцем команди до 18 років (за яку зіграв 17 матчів) і став чемпіонов Прем'єр-ліги 2. В липні 2022 року підписав з клубом перший професіональний контракт. Сезон 2022–23 провів за команду резервістів. З сезону 2023–24 переведений в команду «Манчестер Сіті» до 21 року, за яку змагався в турнірі за Трофей Англійської футбольної ліги у другій половині 2023 року.
13 грудня 2023 року дебютував за основну команду «Манчестер Сіті», вийшовши на заміну Матео Ковачичу в матчі групового етапу Ліги чемпіонів УЄФА проти «Црвени Звезди». Був включений до заявки «Манчестер Сіті» для участі в матчах клубного чемпіонату світу 2023 в Саудівській Аравії.

#### Оренда в «Пітерборо Юнайтед»
6 серпня 2024 року відправився в сезонну оренду в клуб Першої ліги «Пітерборо Юнайтед». 10 серпня дебютував за нову команду в матчі Першої ліги проти клубу «Гаддерсфілд Таун», вийшовши в стартовому складі. 28 січня 2025 року в поєдинку Першої ліги проти «Вігана» забив свій перший гол за «Пітерборо», принісши перемогу своїй команді (1-0).

## Кар'єра в збірній
Виступав за збірну Англії до 16 років, а також за збірні Іспанії до 17 і до 18 років.

## Особисте життя
Народився в Іспанії у родині вихідців Гамбії, яка переїхала до Англії, коли йому виповнилось 11 років.

## Статистика виступів
Станом на 8 квітня 2025 
| Клуб                | Сезон             | Чемпіонат         | Чемпіонат | Чемпіонат | Кубок | Кубок | Кубок ліги | Кубок ліги | Єврокубки | Єврокубки | Інші  | Інші | Всього | Всього |
| Клуб                | Сезон             | Дивізіон          | Матчі     | Голи      | Матчі | Голи  | Матчі      | Голи       | Матчі     | Голи      | Матчі | Голи | Матчі  | Голи   |
| ------------------- | ----------------- | ----------------- | --------- | --------- | ----- | ----- | ---------- | ---------- | --------- | --------- | ----- | ---- | ------ | ------ |
| Манчестер Сіті      | 2023–24           | Прем'єр-ліга      | 0         | 0         | 0     | 0     | 0          | 0          | 1         | 0         | 0     | 0    | 1      | 0      |
| → Пітерборо Юнайтед | 2024–25           | Перша ліга        | 15        | 1         | 0     | 0     | 0          | 0          | —         | —         | 2     | 0    | 17     | 1      |
| Всього за кар'єру   | Всього за кар'єру | Всього за кар'єру | 15        | 1         | 0     | 0     | 0          | 0          | 1         | 0         | 2     | 0    | 18     | 1      |

1. ↑  Матчі в Лізі чемпіонів УЄФА
2. ↑  Матчі в Трофеї Футбольної ліги

## Досягнення
«Манчестер Сіті»
- Переможець Клубного чемпіонату світу: 2023[17]

«Пітерборо Юнайтед»
- Володар Трофею Футбольної ліги: 2024–25